# قائمة رؤساء وزراء إسرائيل
يسرد هذا المقال رؤساء وزراء إسرائيل منذ اعتماد إعلان الاستقلال الإسرائيلي في عام 1948. شغل أربعة عشر شخصًا منصب رئيس وزراء إسرائيل، خمسة منهم خدموا في مناسبتين غير متتاليتين. بالإضافة إلى ذلك، شغل شخص واحد، هو إيغال آلون، منصب رئيس الوزراء المؤقت.

## القائمة
| ماباي/معراخ/حزب العمل الإسرائيلي (7) ليكود (4) كاديما (2) | ماباي/معراخ/حزب العمل الإسرائيلي (7) ليكود (4) كاديما (2) | ماباي/معراخ/حزب العمل الإسرائيلي (7) ليكود (4) كاديما (2) | ماباي/معراخ/حزب العمل الإسرائيلي (7) ليكود (4) كاديما (2) | ماباي/معراخ/حزب العمل الإسرائيلي (7) ليكود (4) كاديما (2) | ماباي/معراخ/حزب العمل الإسرائيلي (7) ليكود (4) كاديما (2) | ماباي/معراخ/حزب العمل الإسرائيلي (7) ليكود (4) كاديما (2) | ماباي/معراخ/حزب العمل الإسرائيلي (7) ليكود (4) كاديما (2) | ماباي/معراخ/حزب العمل الإسرائيلي (7) ليكود (4) كاديما (2)                                                                              | ماباي/معراخ/حزب العمل الإسرائيلي (7) ليكود (4) كاديما (2)                                                                                        |
| الرقم                                                     | الاسم تاريخ الميلاد/الوفاة                                | الصورة                                                    | الحزب                                                     | الفترة                                                    | الفترة                                                    | الكنيست                                                   | الكنيست                                                   | الحكومة | الحكومة |
| الرقم                                                     | الاسم تاريخ الميلاد/الوفاة                                | الصورة                                                    | الحزب                                                     | الفترة                                                    | الفترة                                                    | الكنيست                                                   | الكنيست                                                   | رقمها | تركيبة الحكومة |
| --------------------------------------------------------- | --------------------------------------------------------- | --------------------------------------------------------- | --------------------------------------------------------- | --------------------------------------------------------- | --------------------------------------------------------- | --------------------------------------------------------- | --------------------------------------------------------- | --- | --- |
| 1                                                         | دافيد بن غوريون דָּוִד בֶּן-גּוּרִיּוֹן (1886–1973)                 |                                                           | ماباي                                                     | 14 مايو 1948                                              | 10 مارس 1949                                              | —                                                         | —                                                         | الحكومة المؤقتة لإسرائيل | ماباي • حزب العمال الموحد • HHaM • حزب عليا الجديد • S&O • Mizrachi • Gen.Zionists • أغودات يسرائيل                                              |
| 1                                                         | دافيد بن غوريون דָּוִד בֶּן-גּוּרִיּוֹן (1886–1973)                 | 10 مارس 1949                                              | ماباي                                                     | 1 نوفمبر 1950                                             | 1949 (1)                                                  | 1949 (1)                                                  | 1                                                         | ماباي • URF • Progressives • S&O • DLN                                                                                                 | |
| 1                                                         | دافيد بن غوريون דָּוִד בֶּן-גּוּרִיּוֹן (1886–1973)                 | 1 نوفمبر 1950                                             | ماباي                                                     | 8 أكتوبر 1951                                             | 1949 (1)                                                  | 1949 (1)                                                  | 2                                                         | ماباي • URF • Progressives • S&O • DLN                                                                                                 | |
| 1                                                         | دافيد بن غوريون דָּוִד בֶּן-גּוּרִיּוֹן (1886–1973)                 | 8 أكتوبر 1951                                             | ماباي                                                     | 24 ديسمبر 1952                                            | 1951 (2)                                                  | 1951 (2)                                                  | 3                                                         | ماباي • Mizrachi • HHaM-أغودات يسرائيل-PAY • القائمة الديموقراطية لعرب إسرائيل ‏-قائمة التقدم والعمل ‏-قائمة الزراعة والتنمية ‏           | |
| 1                                                         | دافيد بن غوريون דָּוִד בֶּן-גּוּרִיּוֹן (1886–1973)                 | 24 ديسمبر 1952                                            | ماباي                                                     | 26 يناير 1954                                             | 1951 (2)                                                  | 1951 (2)                                                  | 4                                                         | ماباي • Gen.Zionists • Progressive • Mizrachi • HHaM • القائمة الديموقراطية لعرب إسرائيل ‏-قائمة التقدم والعمل ‏-قائمة الزراعة والتنمية ‏ | |
| 2                                                         | موشيه شاريت משֶׁה שָרֵת (1894–1965)                           |                                                           | ماباي                                                     | 26 يناير 1954                                             | 1951 (2)                                                  | 1951 (2)                                                  | 29 يونيو 1955                                             | ماباي • Gen.Zionists • Progressive • Mizrachi • HHaM • القائمة الديموقراطية لعرب إسرائيل ‏-قائمة التقدم والعمل ‏-قائمة الزراعة والتنمية ‏ | 5 |
| 2                                                         | موشيه شاريت משֶׁה שָרֵת (1894–1965)                           | 29 يونيو 1955                                             | ماباي                                                     | 3 نوفمبر 1955                                             | 1951 (2)                                                  | 1951 (2)                                                  | 6                                                         | ماباي • Mizrachi • HHaM • القائمة الديموقراطية لعرب إسرائيل ‏-قائمة التقدم والعمل ‏-قائمة الزراعة والتنمية ‏                              | |
| (1)                                                       | دافيد بن غوريون דָּוִד בֶּן-גּוּרִיּוֹן (1886–1973)                 |                                                           | ماباي                                                     | 3 نوفمبر 1955                                             | 7 يناير 1958                                              | الانتخابات التشريعية الإسرائيلية 1955 ‏                    | الانتخابات التشريعية الإسرائيلية 1955 ‏                    | 7 | ماباي • NRP • مابام • AHaA • Progressives • القائمة الديموقراطية لعرب إسرائيل ‏-قائمة التقدم والعمل ‏-قائمة الزراعة والتنمية ‏ • تقدم وتطور ‏-C&B[9] |
| (1)                                                       | دافيد بن غوريون דָּוִד בֶּן-גּוּרִיּוֹן (1886–1973)                 | 7 يناير 1958                                              | ماباي                                                     | 17 ديسمبر 1959                                            | 8                                                         | الانتخابات التشريعية الإسرائيلية 1955 ‏                    | الانتخابات التشريعية الإسرائيلية 1955 ‏                    | | ماباي • NRP • مابام • AHaA • Progressives • القائمة الديموقراطية لعرب إسرائيل ‏-قائمة التقدم والعمل ‏-قائمة الزراعة والتنمية ‏ • تقدم وتطور ‏-C&B[9] |
| (1)                                                       | دافيد بن غوريون דָּוִד בֶּן-גּוּרִיּוֹן (1886–1973)                 | 17 ديسمبر 1959                                            | ماباي                                                     | 2 نوفمبر 1961                                             | 1959 (4) ‏                                                 | 1959 (4) ‏                                                 | 9                                                         | | ماباي • NRP • مابام • AHaA • Progressives • القائمة الديموقراطية لعرب إسرائيل ‏-قائمة التقدم والعمل ‏-قائمة الزراعة والتنمية ‏ • تقدم وتطور ‏-C&B[9] |
| (1)                                                       | دافيد بن غوريون דָּוִד בֶּן-גּוּרִיּוֹן (1886–1973)                 | 2 نوفمبر 1961                                             | ماباي                                                     | 26 يونيو 1963                                             | 1961 (5)                                                  | 1961 (5)                                                  | 10                                                        | ماباي • NRP • AHaA • PAY • تقدم وتطور ‏-C&B                                                                                             | |
| 3                                                         | ليفي أشكول לֵוִי אֶשְׁכּוֹל (1895–1969)                          |                                                           | ماباي                                                     | 26 يونيو 1963                                             | 1961 (5)                                                  | 1961 (5)                                                  | 22 ديسمبر1964                                             | ماباي • NRP • AHaA • PAY • تقدم وتطور ‏-C&B                                                                                             | 11 |
| 3                                                         | ليفي أشكول לֵוִי אֶשְׁכּוֹל (1895–1969)                          | 22 ديسمبر1964                                             | ماباي                                                     | 12 يناير 1966                                             | 1961 (5)                                                  | 1961 (5)                                                  | 12                                                        | ماباي • NRP • AHaA • PAY • تقدم وتطور ‏-C&B                                                                                             | |
| 3                                                         | ليفي أشكول לֵוִי אֶשְׁכּוֹל (1895–1969)                          | معراخ[1] ماباي/حزب العمل الإسرائيلي                       | 12 يناير 1966                                             | 26 فبراير 1969[2]                                         | الانتخابات التشريعية الإسرائيلية 1965 ‏                    | الانتخابات التشريعية الإسرائيلية 1965 ‏                    | 13                                                        | معراخ • NRP • حزب العمال الموحد • Indep.Liberals • PAY • تقدم وتطور ‏-C&B • جاحال[9] • Rafi[9]                                          | |
| —                                                         | إيغال آلون (acting) יִגְאָל אַלּוֹן (1918–1980)                 |                                                           | معراخ حزب العمل الإسرائيلي                                | 26 فبراير 1969[2]                                         | الانتخابات التشريعية الإسرائيلية 1965 ‏                    | الانتخابات التشريعية الإسرائيلية 1965 ‏                    | 13                                                        | معراخ • NRP • حزب العمال الموحد • Indep.Liberals • PAY • تقدم وتطور ‏-C&B • جاحال[9] • Rafi[9]                                          | 17 مارس 1969 |
| 4                                                         | جولدا مائير גּוֹלְדָּה מֵאִיר (1898–1978)                        |                                                           | تراصف حزب العمل الإسرائيلي                                | 17 مارس 1969                                              | الانتخابات التشريعية الإسرائيلية 1965 ‏                    | الانتخابات التشريعية الإسرائيلية 1965 ‏                    | 15 ديسمبر 1969                                            | معراخ • NRP • حزب العمال الموحد • Indep.Liberals • PAY • تقدم وتطور ‏-C&B • جاحال[9] • Rafi[9]                                          | 14 |
| 4                                                         | جولدا مائير גּוֹלְדָּה מֵאִיר (1898–1978)                        | 15 ديسمبر 1969                                            | تراصف حزب العمل الإسرائيلي                                | 10 مارس 1974                                              | 1969 (7) ‏                                                 | 1969 (7) ‏                                                 | 15                                                        | معراخ • جاحال[9] • NRP • Indep.Liberals • تقدم وتطور ‏-C&B                                                                              | |
| 4                                                         | جولدا مائير גּוֹלְדָּה מֵאִיר (1898–1978)                        | 10 مارس 1974                                              | تراصف حزب العمل الإسرائيلي                                | 3 يونيو 1974                                              | 1973 (8)                                                  | 1973 (8)                                                  | 16                                                        | معراخ • NRP • Indep.Liberals | |
| 5                                                         | إسحاق رابين יִצְחָק רַבִּין (1922–1995)                         |                                                           | معراخ حزب العمل الإسرائيلي                                | 3 يونيو 1974                                              | 1973 (8)                                                  | 1973 (8)                                                  | 20 يونيو 1977[3]                                          | 17 | معراخ • Indep.Liberals • حركة الحقوق المدنية والسلام ‏[9] • NRP[9]                                                                                |
| 6                                                         | مناحم بيجن מְנַחֵם בֵּגִין (1913–1992)                          |                                                           | ليكود                                                     | 20 يونيو 1977                                             | 5 أغسطس 1981                                              | 1977 (9)                                                  | 1977 (9)                                                  | 18 | ليكود • NRP • أغودات يسرائيل • الحركة الديموقراطية للتغيير ‏[9]                                                                                   |
| 6                                                         | مناحم بيجن מְנַחֵם בֵּגִין (1913–1992)                          | 5 أغسطس 1981                                              | ليكود                                                     | 10 أكتوبر 1983                                            | 1981 (10)                                                 | 1981 (10)                                                 | 19                                                        | ليكود • NRP • أغودات يسرائيل • Tami • Telem/MRSZ[9] • Tehiya[9]                                                                        | |
| 7                                                         | إسحاق شامير יִצְחָק שָׁמִיר (1915–2012)                         |                                                           | ليكود                                                     | 10 أكتوبر 1983                                            | 1981 (10)                                                 | 1981 (10)                                                 | 13 سبتمبر 1984                                            | ليكود • NRP • أغودات يسرائيل • Tami • Telem/MRSZ[9] • Tehiya[9]                                                                        | 20 |
| 8                                                         | شمعون بيريز שִׁמְעוֹן פֶּרֶס (1923–2016)                         |                                                           | معراخ حزب العمل الإسرائيلي                                | 13 سبتمبر 1984[4]                                         | 20 أكتوبر 1986                                            | الانتخابات التشريعية الإسرائيلية 1984 ‏                    | الانتخابات التشريعية الإسرائيلية 1984 ‏                    | 21 | معراخ • ليكود • NRP • أغودات يسرائيل • شاس • Morasha[9] • شينوي ‏ • Ometz                                                                         |
| (7)                                                       | إسحاق شامير יִצְחָק שָׁמִיר (1915–2012)                         |                                                           | ليكود                                                     | 20 أكتوبر 1986[4]                                         | 22 ديسمبر 1988                                            | الانتخابات التشريعية الإسرائيلية 1984 ‏                    | الانتخابات التشريعية الإسرائيلية 1984 ‏                    | 22 | معراخ • ليكود • NRP • أغودات يسرائيل • شاس • Morasha[9] • شينوي ‏ • Ometz                                                                         |
| (7)                                                       | إسحاق شامير יִצְחָק שָׁמִיר (1915–2012)                         | 22 ديسمبر 1988                                            | ليكود                                                     | 11 يونيو 1990                                             | 1988 (12)                                                 | 1988 (12)                                                 | 23                                                        | ليكود • معراخ • NRP • شاس • أغودات يسرائيل • ديغيل هاتوراه                                                                             | |
| (7)                                                       | إسحاق شامير יִצְחָק שָׁמִיר (1915–2012)                         | 11 يونيو 1990                                             | ليكود                                                     | 13 يوليو 1992                                             | 1988 (12)                                                 | 1988 (12)                                                 | 24                                                        | ليكود • NRP • شاس • أغودات يسرائيل • ديغيل هاتوراه • New Liberal ‏ • Tehiya • تسوميت ‏ • Moledet • UPI • Geula                           | |
| (5)                                                       | إسحاق رابين יִצְחָק רַבִּין (1922–1995)                         |                                                           | حزب العمل                                                 | 13 يوليو 1992                                             | 4 نوفمبر 1995[5]                                          | الانتخابات التشريعية الإسرائيلية 1992 ‏                    | الانتخابات التشريعية الإسرائيلية 1992 ‏                    | 25 | حزب العمل الإسرائيلي • حزب ميرتس • شاس[9] • Yiud[9]                                                                                              |
| —                                                         | شمعون بيريز שִׁמְעוֹן פֶּרֶס (1923–2016)                         |                                                           | حزب العمل                                                 | 4 نوفمبر 1995[5]                                          | 22 November 1995                                          | الانتخابات التشريعية الإسرائيلية 1992 ‏                    | الانتخابات التشريعية الإسرائيلية 1992 ‏                    | 26 | حزب العمل الإسرائيلي • حزب ميرتس • شاس[9] • Yiud[9]                                                                                              |
| (8)                                                       | شمعون بيريز שִׁמְעוֹן פֶּרֶס (1923–2016)                         | 22 نوفمبر 1995                                            | حزب العمل                                                 | 18 يونيو 1996                                             |                                                           | الانتخابات التشريعية الإسرائيلية 1992 ‏                    | الانتخابات التشريعية الإسرائيلية 1992 ‏                    | 26 | حزب العمل الإسرائيلي • حزب ميرتس • شاس[9] • Yiud[9]                                                                                              |
| 9                                                         | بنيامين نتانياهو בִּנְיָמִין נְתַנְיָהוּ (1949–)                    |                                                           | ليكود                                                     | 18 يونيو 1996                                             | 6 يوليو 1999                                              | 1996 (14)                                                 | 1996 (14)                                                 | 27 | ليكود-Gesher-تسوميت ‏ • شاس • NRP • إسرائيل بعالياه • UTJ • الطريق الثالث (إسرائيل)                                                               |
| 10                                                        | إيهود باراك אֵהוּד בָּרָק (1942–)                              |                                                           | إسرائيل واحدة حزب العمل الإسرائيلي                        | 6 يوليو 1999                                              | 7 مارس 2001                                               | 1999 ‏                                                     | الانتخابات التشريعية الإسرائيلية 1999 ‏                    | 28 | إسرائيل واحدة • شاس • حزب ميرتس • إسرائيل بعالياه • Centre • NRP • UTJ[9]                                                                        |
| 11                                                        | أرئيل شارون אֲרִיאֵל שָׁרוֹן (1928–2014)                        |                                                           | ليكود                                                     | 7 مارس 2001                                               | 28 فبراير 2003                                            | 2001 ‏                                                     | الانتخابات التشريعية الإسرائيلية 1999 ‏                    | 29 | ليكود • حزب العمل الإسرائيلي-Meimad[9] • شاس[9] • Centre • NRP • UTJ • إسرائيل بعالياه • NU-حزب إسرائيل بيتنا • New Way ‏ • Gesher                |
| 11                                                        | أرئيل شارون אֲרִיאֵל שָׁרוֹן (1928–2014)                        | 28 فبراير 2003                                            | ليكود                                                     | 21 نوفمبر 2005                                            | 2003 (16)                                                 | 2003 (16)                                                 | 30                                                        | ليكود • شينوي ‏[9] • NU[9] • NRP[9] • حزب العمل الإسرائيلي-Meimad • أغودات يسرائيل[9]                                                   | |
|                                                           | أرئيل شارون אֲרִיאֵל שָׁרוֹן (1928–2014)                        | كاديما                                                    | 21 نوفمبر 2005                                            | (4 يناير 2006)[7] 14 أبريل 2006                           | 2003 (16)                                                 | 2003 (16)                                                 | 30                                                        | كاديما • ليكود[9] • أغودات يسرائيل | |
| —                                                         | إيهود أولمرت אֵהוּד אוֹלְמֶרט (1945–)                          |                                                           | كاديما                                                    | 4 يناير 2006[7]                                           | 2003 (16)                                                 | 2003 (16)                                                 | 30                                                        | كاديما • ليكود[9] • أغودات يسرائيل | 14 أبريل 2006 |
| 12                                                        | إيهود أولمرت אֵהוּד אוֹלְמֶרט (1945–)                          | 14 أبريل 2006                                             | كاديما                                                    | 4 مايو 2006                                               | 2003 (16)                                                 | 2003 (16)                                                 | 30                                                        | كاديما • ليكود[9] • أغودات يسرائيل | |
| 12                                                        | إيهود أولمرت אֵהוּד אוֹלְמֶרט (1945–)                          | 4 مايو 2006                                               | كاديما                                                    | 31 مارس 2009[8]                                           | الانتخابات التشريعية الإسرائيلية 2006 ‏                    | الانتخابات التشريعية الإسرائيلية 2006 ‏                    | 31                                                        | كاديما • حزب العمل الإسرائيلي • شاس • حزب دور ‏ • حزب إسرائيل بيتنا[9]                                                                  | |
| (9)                                                       | بنيامين نتنياهو בִּנְיָמִין נְתַנְיָהוּ (1949–)                     |                                                           | ليكود                                                     | 31 مارس 2009                                              | 18 مارس 2013                                              | 2009 (18)                                                 | 2009 (18)                                                 | 32 | ليكود • حزب إسرائيل بيتنا • شاس • حزب العمل الإسرائيلي/Indep.[9] • حزب البيت اليهودي • UTJ[9]                                                    |
| (9)                                                       | بنيامين نتنياهو בִּנְיָמִין נְתַנְיָהוּ (1949–)                     | 18 مارس 2013                                              | ليكود                                                     | 6 مايو 2015                                               | 2013 (19)                                                 | 2013 (19)                                                 | 33                                                        | ليكود • هناك مستقبل • حزب البيت اليهودي • حزب إسرائيل بيتنا • هتنوعا                                                                   | |
| (9)                                                       | بنيامين نتنياهو בִּנְיָמִין נְתַנְיָהוּ (1949–)                     | 6 مايو 2015                                               | ليكود                                                     | 9 ابريل 2019                                              | 2015 (20)                                                 | 2015 (20)                                                 | 34                                                        | ليكود • حزب كولانو • حزب البيت اليهودي • شاس • UTJ • حزب إسرائيل بيتنا                                                                 | |
| —                                                         | بنيامين نتنياهو בִּנְיָמִין נְתַנְיָהוּ (1949–)                     | 9 أبريل 2019                                              | ليكود                                                     | 17 سبتمبر 2019                                            | 2019 (21)                                                 | 2019 (21)                                                 | 34                                                        | ليكود • حزب كولانو • حزب البيت اليهودي • شاس • UTJ • حزب إسرائيل بيتنا                                                                 | |
| —                                                         | بنيامين نتنياهو בִּנְיָמִין נְתַנְיָהוּ (1949–)                     | 17 سبتمبر 2019                                            | ليكود                                                     | 17 مايو 2020                                              | 2019 (22)                                                 | 2019 (22)                                                 | 34                                                        | ليكود • حزب كولانو • حزب البيت اليهودي • شاس • UTJ • حزب إسرائيل بيتنا                                                                 | |
| (9)                                                       | بنيامين نتنياهو בִּנְיָמִין נְתַנְיָהוּ (1949–)                     | 17 مايو 2020                                              | ليكود                                                     | 13 يونيو 2021                                             | 2020 (23)                                                 | 2020 (23)                                                 | 35                                                        | ليكود • أزرق أبيض • شاس • UTJ • حزب العمل الإسرائيلي • ديريخ إريتز • حزب الجسر • حزب البيت اليهودي                                     | |
| 13                                                        | نفتالي بينيت נַפְתָּלִי בֶּנֶט (1972)                             |                                                           | حزب يمينا                                                 | 13 يونيو 2021                                             | 30 يونيو 2022                                             | 2021 (24)                                                 | 2021 (24)                                                 | 36 | هناك مستقبل • حزب يمينا • أزرق أبيض • حزب العمل الإسرائيلي • حزب إسرائيل بيتنا • أمل جديد • حزب ميرتس • القائمة العربية الموحدة                  |
| 14                                                        | يائير لبيد (مواليد 1963)                                  |                                                           | هناك مستقبل                                               | 1 يوليو 2022                                              | 29 ديسمبر 2022                                            | 2021 (24)                                                 | 2021 (24)                                                 | 36 | هناك مستقبل • حزب يمينا • أزرق أبيض • حزب العمل الإسرائيلي • حزب إسرائيل بيتنا • أمل جديد • حزب ميرتس • القائمة العربية الموحدة                  |
| (9)                                                       | بنيامين نتنياهو (مواليد 1949)                             |                                                           | ليكود                                                     | 29 ديسمبر 2022                                            | حاليا                                                     | 2022 (25)                                                 | 2022 (25)                                                 | 37 | ليكود • شاس • UTJ • الحزب الصهيوني الديني • عظمة يهودية • نعوم                                                                                   |

## اقرأ أيضاً
- رئيس وزراء إسرائيل
- قائمة رؤساء إسرائيل